# Gobititan
Gobititan is een geslacht van plantenetende sauropode dinosauriërs uit de groep van de Titanosauria dat tijdens het vroege Krijt (Albien) leefde in Noordwest-China. De enige bekende soort en eveneens de typesoort is  Gobititan shenzhouensis You, Tang et Luo 2003.

## Vondst en naamgeving
Het holotype IVVP 12579 werd in de zomer van 1999 opgegraven en bestaat uit een reeks van 41 middelste en achterste staartwervels in anatomisch verband en uit de linkerachterpoot. De fossielen  zijn 113.0 tot 100.5 miljoen jaar oud en werden aangetroffen in het bovenste Onder-Krijt (Albien) van de Digou-formatie ("Middle Gray unit", Xinminbao  Groep) in het Gongpoquan Bekken van de Gansu Provincie in Noordwest-China tijdens het Chinees-Amerikaans Horse Mane  Mountain (MaZong-Shan) Dinosaur Project. Deze expeditie liep van 1997 tot 2000 en onderzocht de sedimenten met gewervelde fossielen in het Mazongshan Meikuang gebied. Het was een gezamenlijk project van het Institute of Vertebrate Paleontology and Paleoanthropology (Chinese Academy of Sciences) te Beijing (China), de University of Pennsylvania te Philadelphia (Pennsylvania, VS) en het Carnegie Museum of Natural History te Pittsburgh (Pennsylvania, VS).
Het holotype werd in 2003 beschreven door You Hailu (Institute of Vertebrate Paleontology and Paleoanthropology, Chinese Academy of Sciences, Beijing), Tang Feng (Chinese Academy of Geological Sciences, Beijing) en Luo Zhexi (University of Chicago). De wetenschappelijke naam van het taxon is afgeleid van "Gobi" (een geografisch gebied in Mongolië en Binnen-Mongolië), "titaan" en "Shenzhou" (een oude naam voor China). Zowel in Mongolië als in Binnen-Mongolië werden diverse soorten dinosauriërs uit het late Krijt ontdekt. Gobititan shenzhouensis wordt bewaard in de verzamelingen van het Institute of Vertebrate Paleontology en Paleoanthropology te Beijing. De vondst suggereert dat Titanosauria tijdens het bovenste Onder-Krijt (Albien) in Azië ontstonden.

## Beschrijving
Gobititan is een vrij grote sauropode. Gregory S. Paul schatte in 2016 de lengte op twintig meter, het gewicht op twintig ton. De schatting was gebaseerd op een scheenbeen van ongeveer een meter lengte.
De beschrijvers wisten enkele onderscheidende kenmerken vast te stellen. Bij de middelste staartwervels is het voorste gewrichtsfacet van het wervellichaam hoger dan het achterste. De voorste achterste staartwervels hebben wervelbogen die achteraan op het wervellichaam geplaatst zijn. De wervels van de uiterste staartpunt zijn kort en staafvormig.
Van IVVP 12579 is de volledige linkerachterpoot bewaard gebleven op de proximale helft van het dijbeen na. De distale helft van het dijbeen heeft een goed ontwikkelde mediale condylus (gewrichtsknobbel). De laterale condylus is kleiner dan de mediale. Deze laatste staat mediaal onder een hoek met de schacht van het dijbeen. De condyli worden op de caudale en craniale vlakken door duidelijke inkepingen gescheiden. Het kuitbeen, het scheenbeen en het sprongbeen zijn volledig bewaard gebleven. Het scheenbeen heeft brede uiteinden en is veel dikker dan het kuitbeen.  In bovenaanzicht is het sprongbeen driehoekig. Het is stevig verbonden met het kuitbeen en het scheenbeen en heeft een horizontale rand die door het distale uiteinde van het scheenbeen bedekt wordt. Het kleine hielbeen bevindt zich onder het kuitbeen en komt niet in contact met de omringende beenderen. Het heeft een geplooid oppervlak, is tamelijk plat en is in dorsaal aanzicht rond. De voet is volledig bewaard gebleven. De vijf middenvoetsbeenderen zijn iets naar achteren gebogen. Het eerste middenvoetsbeen is het dikste en het kortste en is iets korter dan het vijfde middenvoetsbeen. Het derde middenvoetsbeen is het langste en is iets korter dan middenvoetsbeenderen twee en vier.  De breedte van de middenvoetsbeenderen neemt van nummer twee tot nummer vijf geleidelijk af. De formule van de teenkootjes is 2-2-2-2-2. Teenkootjes één tot en met drie dragen klauwen die geleidelijk kleiner worden. Het oppervlak van de klauwen is geplooid.
De 41 teruggevonden middelste en achterste staartwervels vormen een reeks in anatomisch verband met een lengte van 320 cm. De wervelbogen, die het ruggenmergkanaal omsluiten, en de doornuitsteeksels van de meeste staartwervels zijn volledig.  Men schat dat Gobititan een totaal van 50 tot 55 staartwervels had (waarschijnlijk 53). De eerste vijf bewaard gebleven staartwervels hebben dezelfde vorm en corresponderen met de wervels 13 tot en met 17 in een volledige staart. De lengte van de centra van deze vijf wervels is ongeveer hetzelfde maar hun diameter en de hoogte van de doornuitsteeksels nemen progressief af in de richting van het einde van de staart. De eerste zes staartwervels hebben vijf bijbehorende "chevrons". De Nederlandstalige benaming voor het Franse "chevron" is h(a)emaalboog, de directe vertaling van "arcus haemalis". Behalve bij dinosauriërs en vele andere reptielen komen ze ook bij sommige zoogdieren voor (bv. kangoeroes). "Chevrons" bestaan uit gepaarde en verbonden beenstructuren aan de ventrale zijde van de staartwervels. Samen vormen die overdwars een boogvorm. Door die boog lopen de aders en zenuwen. De verbinding aan hun uiteinde kan weer als een enkelvoudige structuur verder uitsteken, meestal naar achteren of, zoals bij Diplodocus, ook nog naar voren. Als de structuren niet verbonden zijn heten ze geen "chevron". Een dergelijke losse helft wordt daarom "processus haemalis" genoemd ("h(a)emaaluitsteeksel"). De functie van de "chevrons" is het beschermen van zenuwen en bloedvaten wanneer het dier bv. op de staart steunt of de staart over de grond sleept. Bij Gobititan zijn de proximale uiteinden van de "chevrons" niet overbrugd en de distale uiteinden niet gevorkt. De staartwervels 18 tot en met 20 zijn samengevoegd. De wervelbogen en de doornuitsteeksels werden tijdens en/of na de diagenese verpletterd. Bij staartwervel 21 is de hoogte van het doornuitsteeksel gereduceerd tot ongeveer de helft van de hoogte van het doornuitsteeksel van staartwervel 15. Bij de wervels 22 tot en met 32 verminderen de lengte en de hoogte van de centra geleidelijk en de doornuitsteeksels worden lager. Vanaf staartwervel 28 zijn de doornuitsteeksels bijna verdwenen. Het begin van het laatste deel van de staart wordt aangekondigd door plotse morfologische veranderingen vanaf wervel 32. In tegenstelling tot de licht amficoele (met een holle voor- en achterkant) of amfiplatiane (met een vlakke voor- en achterkant) centra van de middelste staartwervels (wervels 22 tot met 32) is het distale oppervlak van staartwervel 33 licht convex. De wervels 34 en 35 zijn samengevoegd. Staartwervel 34 is proximodistaal (van het midden van het wervellichaam naar het verst afgelegen punt ervan) samengedrukt, wat waarschijnlijk een pathologische conditie is. Het centrum van staartwervel 35 wordt naar het eind toe beduidend smaller. De staartwervels 36 tot en met 40 worden progressief kleiner. Vanaf wervel 41 (tot en met 52) worden de centra staafvormig en zijn noch biconvex (aan beide zijden bol, zoals bij Diplodocoidea of Titanosauria), noch amfiplatiaan (zoals bij Camarasaurus). Ze zijn intermediair tussen deze twee vormen. Van staartwervel 53 bleef slechts de achterste helft bewaard. Het is niet staafvormig maar plat en het heeft een geplooid oppervlak. Mogelijk is wervel 53 de laatste staartwervel omdat noch op het terrein, noch in het labo nog volgende wervels gevonden werden.

## Fylogenie
Bepaalde afgeleide kenmerken (synapomorfieën) van de staartwervels, zoals eenvoudige, eendelige chevronbladen waarvan de middelste en distale naar onder en naar achter gebogen zijn en de proximaal geplaatste wervelbogen van de middelste staartwervels plaatsen Gobititan in de klade Titanosauriformes. Deze klade omvat de meest recente gemeenschappelijke voorouder van Brachiosaurus en Saltasaurus en alle afstammelingen. Maar omdat Gobititan geen diep h(a)emaal kanaal, geen procoele (hol van voren) middelste en distale staartwervelcentra en geen biconvexe (aan beide zijden bol) distale staartwervelcentra heeft behoort het taxon niet tot de klade van afgeleide (hoger ontwikkelde) Titanosauria (familie Saltasauridae). De schaarse resten van Gobititan bemoeilijken het bepalen van de fylogenetische positie. Ofwel is het een zustertaxon van de klade Somphospondyli, ofwel is het een brachiosauride ofwel een zustertaxon van Euhelopus. Maar omdat Gobititan zich van andere titanosauriërs onderscheidt door de distale plaatsing van de wervelbogen op de meeste achterste staartwervels, door de relatief korte, staafvormige achterste staartwervels, door de unieke kenmerken van de middelste staartwervels en door het relatief grote aantal staartwervels (dat als een primitief kenmerk beschouwd wordt), behoort het tot de meeste basale titanosauriërs. Deze laatste groep omvat Titanosauriformes die nauwer verwant zijn aan Saltasaurus dan aan Brachiosaurus of Euhelopus. Gobititan shenzhouensis is minder afgeleid (afgeleid = hoger ontwikkeld) dan Malawisaurus en Andesaurus, is hoger ontwikkeld dan Phuwiangosaurus en is nauw verwant aan Tangvayosaurus.

## Systematische paleontologie
superorde Dinosauria Owen,1842
orde Saurischia Seeley, 1888
klade Eusaurischia Padian et al., 1999
onderorde Sauropodomorpha Huene, 1932
infraorde Sauropoda Marsh, 1878
klade Eusauropoda Upchurch, 1995
klade Neosauropoda Wilson & Sereno, 1994
klade Titanosauriformes Salgado, Coria & Calvo, 1997
klade Titanosauria Bonaparte & Coria, 1993
familie ?
geslacht Gobititan You, Tang & Luo, 2003
soort Gobititan shenzhouensis You, Tang & Luo, 2003

## Paleo-ecologie
Tijd- en habitatgenoten van Gobititan shenzhouensis zijn de basale hadrosauride Equijubus normani en de twee basale Neoceratopia Auroraceratops rugosus en Archaeoceratops oshimai